# Sankt Urban
Sankt Urban is een gemeente in de Oostenrijkse deelstaat Karinthië, gelegen in het district Feldkirchen. De gemeente heeft ongeveer 1400 inwoners.

## Geografie
Sankt Urban heeft een oppervlakte van 27,27 km². Het ligt in het zuiden van het land.
Albeck · Feldkirchen · Glanegg · Gnesau · Himmelberg · Ossiach · Reichenau · Sankt Urban · Steindorf am Ossiacher See · Steuerberg